# Robert J. Flaherty

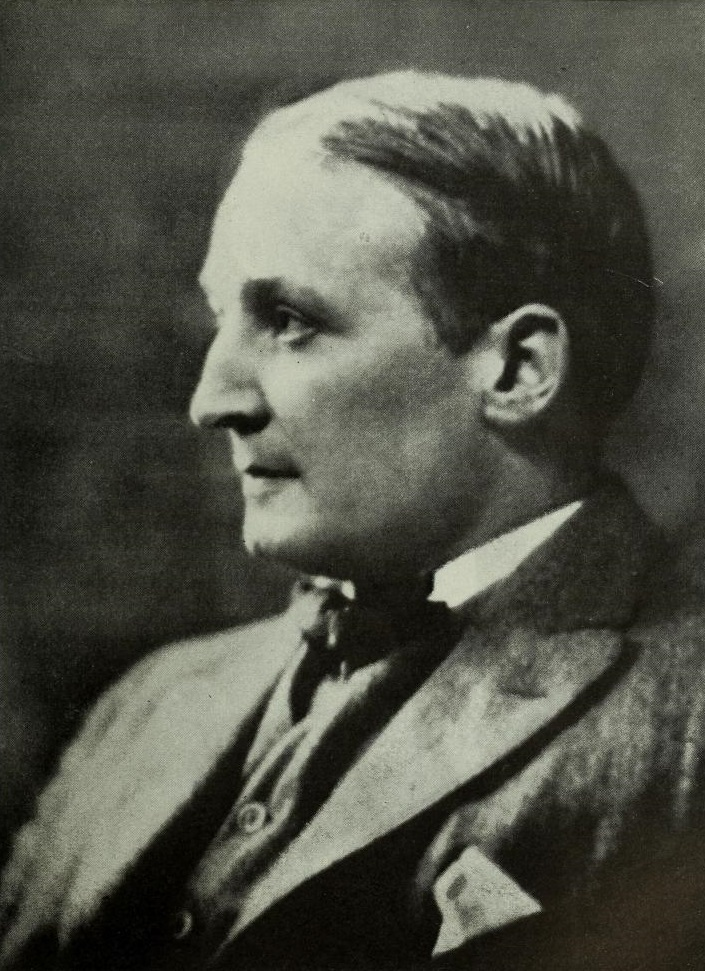
Robert J. Flaherty (1922)

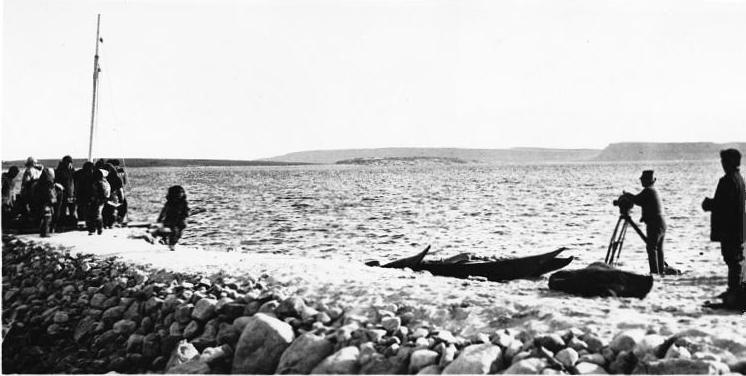
Robert J. Flaherty bei Filmaufnahmen in Port Harrison 1920

Robert Joseph Flaherty (* 16. Februar 1884 in Iron Mountain, Michigan; † 23. Juli 1951 in Dummerston, Vermont) war ein Dokumentarfilmer, der unter anderem den ersten langen amerikanischen Dokumentarfilm Nanuk, der Eskimo (1922) drehte. Mit seinem halbdokumentarischen Film Elephant Boy (1937) begründete er die Filmkarriere des jugendlichen indischen Hauptdarstellers Sabu.

## Leben

### Familie, Jugend, berufliche Anfänge als Prospektor und Kartograph
Robert Joseph Flaherty entstammte väterlicherseits einer infolge der Großen Hungersnot in Irland nach Kanada ausgewanderten Familie; seine Mutter, Susanne Klockner, war aus Deutschland eingewandert. Sein Vater, Robert Henry Flaherty, erkundete im Auftrag von Bergwerksunternehmen Erzlagerstätten im südlichen Kanada, in Minnesota und in Michigan und suchte auf eigene Faust Goldadern. Auf eine seiner Reisen nahm er seinen Sohn Robert Joseph mit; ein Jahr lang durchstreiften Vater und Sohn noch kaum erschlossene Gegenden Kanadas. In diesem Jahr erfasste ihn die Leidenschaft für die Wildnis, die ihn zeitlebens nicht losließ. Nach der Rückkehr besuchte Robert Joseph Flaherty das Upper Canada College in Toronto, anschließend studierte er Mineralogie am Michigan College of Mines. Er trat in die Fußstapfen seines Vaters und wurde Prospektor.
Von 1910 bis 1916 unternahm Flaherty im Auftrag von William Mackenzie (1849–1923), des Gründers der Canadian Northern Railway, fünf lange, weite Reisen im nördlichen Kanada, insbesondere rund um die Hudson Bay, um Eisenerz- und Kupferlagerstätten zu suchen. Dabei fertigte er 1913 und 1914 als erster umfassende, genaue Karten der Belcherinseln an; die größte Insel des Archipels wurde ihm zu Ehren Flaherty Island benannt.

### Dokumentarfilmer
Die Lebensweise der Inuit, die er in den Jahren von 1910 bis 1916 kennenlernte und die ihn auf seinen Expeditionen durch Baffinland sowie durch die Gegenden im Norden der Hudson Bay und an der Ungava Bay begleiteten, faszinierte ihn so sehr, dass er ihren Alltag zunächst in Reisebüchern beschrieb und – auf Anregung von William Mackenzie – ab 1913 auch filmisch dokumentierte. Von seinen Reisen brachte er insgesamt 9.000 Meter Film mit. In seinem Haus in Toronto arbeitete er den folgenden Winter hindurch daran, daraus einen Film zu schneiden. Als dieser für den Versand verpackt war, fiel ihm seine brennende Zigarette in die Filmschnipsel am Boden; das Rohmaterial und der fertige Film gingen in Flammen auf.
Flaherty ließ sich nicht entmutigen, sondern kehrte 1919 und 1920 noch einmal nach Baffinland und auf die Ungava Peninsula im Norden der Labrador-Halbinsel zurück und filmte das alltägliche Leben der dortigen Inuit ein zweites Mal. Dabei zog er die handliche Newman-Sinclair-Filmkamera den schweren Modellen seiner Zeit vor, da er für seinen einzigartigen Inuit-Dokumentationsfilm „Nanook of the North“ unabhängig sein musste. Bei den tiefen Temperaturen konnte er sich auf die Erfahrungen der britischen Mount Everest-Expedition verlassen. Sein Modell wies eine starke Fassung aus Stahl auf, die aufgrund ihrer Schwere auch lange Brennweiten erlaubte.
Flahertys Innovationen waren wegweisend für die Entwicklung des Dokumentarfilms. Als einer der ersten Regisseure verband er dokumentarisches Material mit einem spielfilmartigen Narrativ und poetisierenden Momenten.
Von 1914 bis zu seinem Tode war Flaherty verheiratet mit Frances Hubbard Flaherty. Sie unterstützte ihren Ehemann bei seiner Arbeit.

## Filmografie
- 1922: Nanuk, der Eskimo (Nanook of the North)
- 1926: Moana, der Sohn der Südsee (Moana)
- 1927: The Twenty Four Dollar Island
- 1928: Weiße Schatten (White Shadows in the South Seas)
- 1931: Tabu (Tabu: A Story of the South Seas)
- 1933: Industrial Britain, 1933
- 1934: Die Männer von Aran (Man of Aran)
- 1937: Elefanten-Boy (Elephant Boy)
- 1942: The Land
- 1948: Guernica
- 1948: Louisiana-Legende (Louisiana Story)

## Schriften
- My Eskimo friends: „Nanook of the North“. Doubleday & Page, Garden City 1924.
- Samoa. Reise- und Erlebnisbericht. Hobbing, Berlin 1932.
- The Captain’s Chair. A Story of the North. Hodder & Stoughton, London 1938.